# 井岡誠
井岡 誠（いおか まこと、1944年1月24日 - ）は、日本のプロゴルファー。

## 来歴
日本オープンでは1966年に安田春雄・杉本英世・杉原輝雄、1972年には安田・青木功・河野光隆と並んで共に5位タイに入った。
1968年の日本プロでは初日を上田鉄弘と共に首位の小川貞雄と1打差2位タイに着ける好スタートを切り、最終的には橘田規・石井朝夫・細石憲二・村上隆と並んでの5位タイに入った。
1974年の全日空札幌オープンでは3日目に尾崎将司・吉川一雄・山田健一と並んでの4位タイに着け、最終日には山田と共に中村通と並んでの3位タイに入った。
1978年のフジサンケイクラシックでは初日を宮本康弘・新井規矩雄・島田幸作・安田と並んでの2位タイでスタートし、2日目には内田繁と並んでの7位タイ、3日目には青木・中嶋常幸・岩下吉久と並んでの4位タイに着けた。
1978年の全日空札幌オープンでは2日目にコース特有の10m以上の強風でスコアを乱す選手が続出した中、69をマークし、森憲二・井上幸一・上野忠美と並んでの10位タイに着けた。
1978年の千葉県オープンでは上原忠明・渡辺由己に次ぐと同時に工藤吉彦・常陸文男を抑え、山高孝信と並んでの3位タイに入った。
1978年の表蔵王国際東北オープンでは2日目には池田富茂・川田時志春・木本挙国・青木基正・新井・高橋信雄・田中文雄と並んでの4位タイに着け、最終日には松田司郎の2位に入った。
1990年のインペリアルトーナメントを最後にレギュラーツアーから引退。